# Kel-Tec KSG
Kel-Tec KSG (Kel-Tec ShotGun) — дробовик, разработанный компанией Kel-Tec CNC Industries, известной своими инновационными и оригинальными разработками для гражданского рынка. Ружьё Kel-Tec KSG впервые было представлено на выставке Shot Show 2011 в Лас-Вегасе.

## Описание
Kel-Tec KSG — гладкоствольное ружьё с продольно скользящим цевьём (помповая перезарядка), построенное по схеме булл-пап, главной особенностью которого является наличие двух параллельно расположенных трубчатых магазинов, расположенных горизонтально под стволом, каждый из которых вмещает до 7 патронов 12 калибра. Питание осуществляется только из одного из магазинов. Смена питающего магазина осуществляется посредством переключателя, расположенного в нижней части ствольной коробки за пистолетной рукояткой. Крайние положения переключателя определяют питающий или снаряжаемый магазин, а центральное позволяет разряжать патронник при полных магазинах, что позволяет оперативно сменять тип патрона в стволе. Kel-Tec KSG внешне и концептуально схож с южно-африканским Neostead, однако эти две системы конструктивно отличаются практически во всём.
Снаряжение магазинов производится через окно в нижней части ствольной коробки, по одному патрону, за пистолетной рукояткой. Стрелянные гильзы извлекаются через это же окно вниз, что в совокупности с двусторонним кнопочным предохранителем, располагающимся в верхней части пистолетной рукоятки, делает ружьё одинаково удобным для стрельбы, как с правого плеча, так и с левого. Kel-Tec KSG над стволом имеет направляющую типа Picatinny rail, позволяя устанавливать различные типы коллиматорных или открытых прицелов. Так же направляющая этого типа располагается на цевье, что позволяет установить на оружие переднюю рукоятку, тактический фонарь или лазерный целеуказатель.